# M. Butterfly (film)
Pour les articles homonymes, voir Butterfly.
Pour plus de détails, voir Fiche technique et Distribution.
M. Butterfly est un film américain de David Cronenberg et sorti en 1993. C'est l'adaptation
la pièce de théâtre du même nom de David Henry Hwang (en).

## Synopsis
En 1964, René Gallimard, ancien employé des usines Renault de Clermont-Ferrand, arrive comme comptable à l'ambassade de France en Chine à Pékin. Lors d'une représentation de Madame Butterfly, il tombe amoureux de Song Liling, une « diva » de l'opéra de Pékin. Le Français ignore que Song Liling l'espionne pour le gouvernement chinois et que Song est en réalité un homme. Ils débutent malgré tout une relation qui durera plusieurs années. L'affaire prend ensuite une tournure judiciaire.

## Fiche technique
Sauf indication contraire, les informations mentionnées dans cette section peuvent être confirmées par la base de données cinématographiques IMDb,  présente dans la section « Liens externes ».
- Titre original et français : M. Butterfly
- Réalisation : David Cronenberg
- Scénario : David Henry Hwang (en), d'après sa propre pièce de théâtre M. Butterfly
- Musique : Howard Shore
- Photographie : Peter Suschitzky
- Montage : Ronald Sanders
- Décors : Carol Spier
- Production : David Henry Hwang (en), Gabriella Martinelli et Philip Sandhaus
- Société de production : Geffen Pictures
- Société de distribution : Warner Bros. (États-Unis, France)
- Pays d'origine : États-Unis
- Langue originale : anglais
- Genre : drame, romance
- Durée : 101 minutes
- Dates de sortie :
  - Canada : 9 septembre 1993
  - États-Unis : 1er octobre 1993
  - France : 27 avril 1994

## Distribution
- Jeremy Irons (VF : Edgar Givry ; VQ : Jean-Luc Montminy) : René Gallimard (inspiré de Bernard Boursicot)
- John Lone (VF : Marie-Christine Darah ; VQ : Anne Caron) : Song Liling (inspiré de Shi Pei Pu)
- Barbara Sukowa (VF : Marie Vincent ; VQ : Élizabeth Lesieur) : Jeanne Gallimard
- Ian Richardson (VF : Bernard Dhéran ; VQ : Daniel Roussel) : l'ambassadeur Toulon
- Annabel Leventon (VF : Nadine Alari ; VQ : Diane Arcand) : Mme Baden
- Shizuko Hoshi (VF : Joëlle Brover ; VQ : Dyne Mousso) : Comrade Chin
- Richard McMillan : un collègue de l'ambassade
- Vernon Dobtcheff : l'agent Etancelin
- David Hemblen : un agent des renseignements
- Damir Andrei : un agent des renseignements
- Antony Parr : un agent des renseignements
- Margaret Ma : la chanteuse
- Tristram Jellinek (VF : Max André) : l'avocat de la défense
- Philip McGough (VF : Hervé Caradec) : le procureur
- David Neal : le juge

## Production
Le scénario est inspiré de la pièce de théâtre M. Butterfly de David Henry Hwang jouée dès 1988. Cette pièce s'inspire de la relation entre Bernard Boursicot (agent administratif français en poste à l'ambassade de France à Pékin) et Shi Pei Pu (artiste lyrique chinois condamné pour espionnage en mai 1986). Par ailleurs, le titre est un hommage à Madame Butterfly de John Luther Long, plus tard rendu célèbre par l'opéra du même nom de Giacomo Puccini.
La réalisation est initialement proposée à Peter Weir, qui refuse. David Cronenberg, fan de la pièce, se porte volontaire dès qu'il apprend qu'un film adapté est prévu.
Le tournage a lieu d'août à décembre 1992. Il se déroule à Balassagyarmat en Hongrie, en Chine (Grande Muraille), à Paris et Toronto.

## Accueil
Le film reçoit des critiques mitigées. Sur l'agrégateur américain Rotten Tomatoes, il récolte 43 % d'opinions favorables pour 21 critiques et une note moyenne de 5,56⁄10. Sur Metacritic, il obtient une note moyenne de 43⁄100 pour 19 critiques.
Aux États-Unis, le film ne rapporte que 1 498 795 $. En France, le succès n'est pas non plus au rendez-vous avec seulement 101 680 entrées.

## Distinctions
- Top 10 1994 des Cahiers du cinéma[7]
- Prix Sant Jordi du cinéma 1994 : meilleur acteur étranger pour Jeremy Irons (également nommé pour Fatale et Waterland)